# 小俣篤
小俣 篤（おまた あつし、1961年10月12日 - ）は、日本の国土交通技官。国土交通省北陸地方整備局長等を経て、国土交通省国土技術政策総合研究所所長を務めた。退官後、河川財団理事長。

## 人物・経歴
東京都西東京市出身。東京都立国立高等学校を経て、1984年東京工業大学（現東京科学大学）工学部土木工学科卒業、建設省入省。1992年北陸地方建設局金沢工事事務所調査第一課長。1995年建設省河川局治水課課長補佐。1999年中部地方建設局庄内川工事事務所長。2003年岐阜県基盤整備部河川課長。
2006年国土交通省河川局河川環境課河川環境保全調整官。2008年近畿地方整備局淀川河川事務所長。2010年国土交通省河川局河川環境課河川保全企画室長。2014年近畿地方整備局企画部長、琵琶湖・淀川水質保全機構顧問。2015年国土交通省水管理・国土保全局河川環境課長。
2017年から北陸地方整備局長を務め、公共工事の品質確保の促進に関する法律などを受けた情報技術土木工事の拡大施策や、大河津分水路の河口部拡幅、日本海沿岸東北自動車道整備などにあたった。
2018年国土交通省国土技術政策総合研究所所長兼国土技術政策研究所企画部長。2019年河川財団参事。2022年河川ポンプ技術協会理事長。河川技術者教育振興機構理事、川に学ぶ体験活動協議会顧問等も兼任し、2024年から河川財団理事長。